# Penkvilksita
La penkvilksita és un mineral de la classe dels silicats. Rep el nom pels mots sami "penk" i "vilkis", que signifiquen "blanc" i "arrissat", per la seva aparença.

## Característiques
La penkvilksita és un silicat de fórmula química Na₄Ti₂Si₈O22·4H₂O. Es tracta d'una espècie aprovada per l'Associació Mineralògica Internacional, i publicada per primera vegada el 1974. Cristal·litza en el sistema ortoròmbic. La seva duresa a l'escala de Mohs és 5.
Segons la classificació de Nickel-Strunz, la penkvilksita pertany a «09.EA: Fil·losilicats, amb xarxes senzilles de tetraedres amb 4-, 5-, (6-), i 8-enllaços» juntament amb els següents minerals: cuprorivaïta, gil·lespita, effenbergerita, wesselsita, ekanita, fluorapofil·lita-(K), hidroxiapofil·lita-(K), fluorapofil·lita-(Na), magadiïta, dalyita, davanita, sazhinita-(Ce), sazhinita-(La), okenita, nekoïta, cavansita, pentagonita, tumchaïta, nabesita, ajoïta, zeravshanita, bussyita-(Ce) i plumbofil·lita.
L'exemplar que va servir per a determinar l'espècie, el que es coneix com a material tipus, es troba conservat al Museu Mineralògic Fersmann, de l'Acadèmia de Ciències de Rússia, a Moscou (Rússia).

## Formació i jaciments
Va ser descoberta a la pegmatita Yubileinaya del mont Karnasurt, al districte de Lovozero (óblast de Múrmansk, Rússia). També ha estat descrita al massís de Kovdor i al massís de Khibini, tots dos indrets pertanyents també a l'óblast de Múrmansk, així com a la pedrera Poudrette, situada dins el municipi regional de comtat de La Vallée-du-Richelieu, a Montérégie (Quebec, Canadà). Aquests indrets són els únics de tot el planeta on ha estat descrita aquesta espècie mineral.